# Ces dames aux chapeaux verts (film, 1949)
Pour les articles homonymes, voir Ces dames aux chapeaux verts.
Pour plus de détails, voir Fiche technique et Distribution.
Ces dames aux chapeaux verts est un film français réalisé par Fernand Rivers, sorti en 1949.
Il s'agit d'une adaptation du roman Ces dames aux chapeaux verts de Germaine Acremant, publié en 1921 par les éditions Plon.

## Synopsis
Arlette et son frère Jean se retrouvent seuls et ruinés après le suicide de leur père. Jean a trouvé un emploi au Cameroun, mais pour ne pas laisser sa sœur seule, il décide de l'envoyer chez leurs seules parentes, les quatre cousines Davernis, sœurs et vieilles filles habitant le plus vieux quartier d'une vieille ville du nord.
La jeunesse espiègle d'Arlette va bousculer la triste routine des vieilles filles. Découvrant l'ancienne idylle ignorée de l'une des sœurs, Marie, Arlette va s'efforcer d'en renouer les fils tout en rencontrant elle-même l'amour.  

## Fiche technique
- Titre : Ces dames aux chapeaux verts
- Réalisation : Fernand Rivers
- Adaptation et dialogues :  Yves Mirande, d'après le roman de Germaine Acremant
- Photographie : Jean Bachelet
- Montage : Marguerite Beaugé
- Musique : Henri Verdun
- Producteur : Fernand Rivers
- Société de production : Les Films Fernand Rivers
- Directeur de production : Gustave Jif
- Pays de production :  France
- Langue de tournage : Français
- Format : Noir et blanc — 35 mm — 1,37:1 — Son : Mono
- Genre : Comédie
- Durée : 90 minutes
- Date de sortie : 
  - France : 6 mai 1949
- Visa d'exploitation : 8031 (délivré le 29/12/1948)

## Distribution
- Colette Richard : Arlette
- Henri Guisol : Ulysse
- Marguerite Pierry : Telcide Davernis
- Jane Marken : Rosalie Davernis
- Elisa Ruis : Marie Davernis
- Mag-Avril : Jeanne Davernis
- Jean Tissier : Dutoir
- Christian Bertola : Jacques de Fleurville
- Jean-Pierre Méry  : Le frère d'Arlette
- Pierre Juvenet : M. de Fleurville
- Nina Myral : Mlle de Valencourt
- Gabriel Sardet